# Тръстиково шаварче
Тръстиковото шаварче (Acrocephalus arundinaceus) е птица от семейство Acrocephalidae. Среща се и в България, включен е в Закона за биологичното разнообразие.

## Разпространение
Широко разпространена птица в България. Обитава влажни зони.